# Knightopiella albipubescens
Knightopiella albipubescens är en insektsart som först beskrevs av Knight 1968.  Knightopiella albipubescens ingår i släktet Knightopiella och familjen ängsskinnbaggar. Inga underarter finns listade i Catalogue of Life.